# The Handsome Family

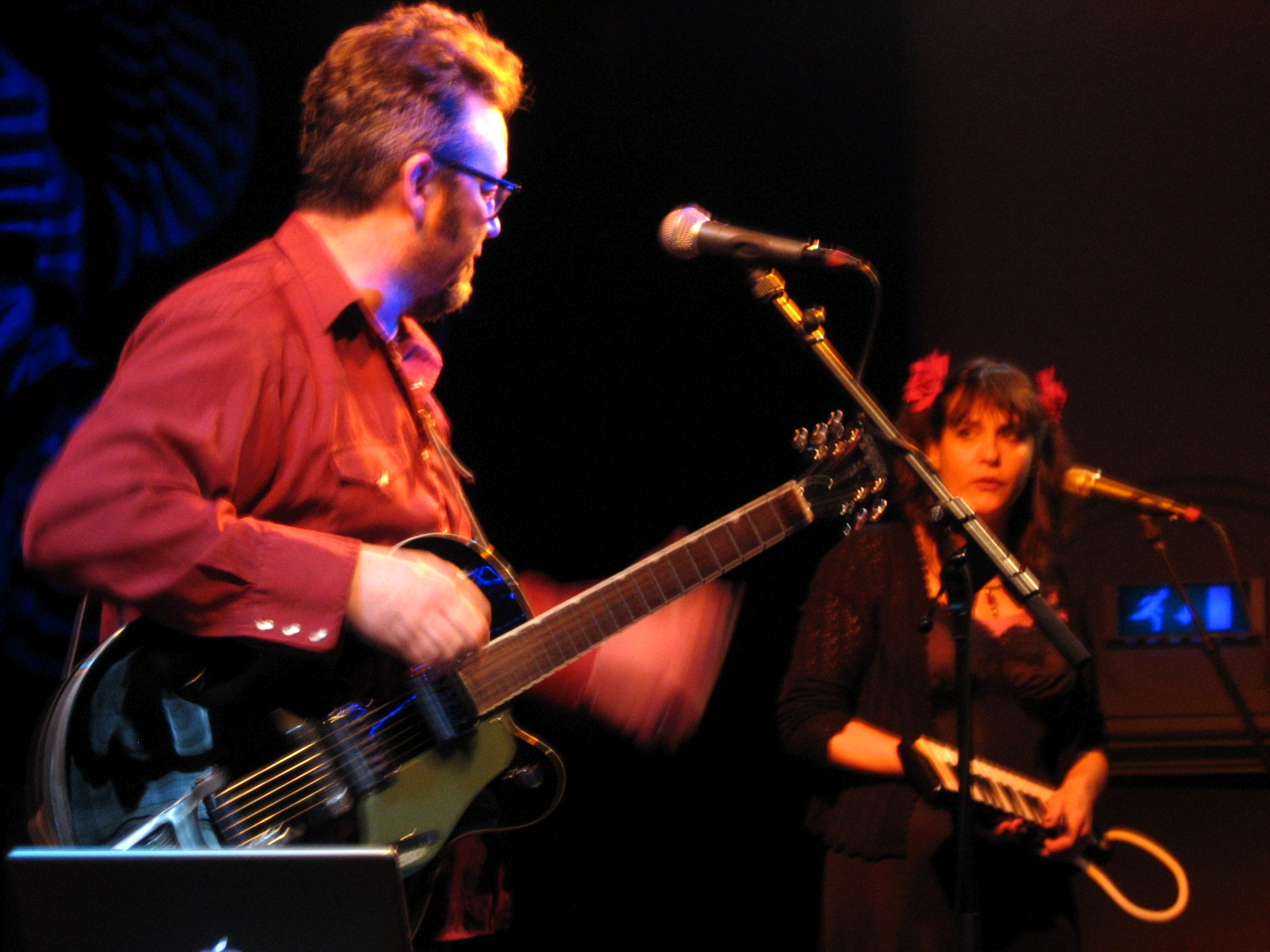
Skupina Handsome Family během svého vystoupení v Nizozemí v roce 2007

The Handsome family je americká hudební skupina hrající žánry alternativní country a americana. Byla založena v roce 1993 v Chicagu, v současné době působící ve městě Albuquerque v Novém Mexiku. Jejími členy jsou manželé Bret Sparks a Rennie Sparks. Nejznámější skladbou skupiny je "Far from Any Road" z alba Singing bones, která byla použita jako titulní píseň v 1. sézoně seriálu Temný případ.